# 薛信夫
薛信夫（英語：Shing-Fu Hsueh，1944年6月23日—），台灣裔美國人、政治人物。1967年畢業于國立臺灣大學化工系，1969年留學美國新澤西州羅格斯大學，1974年獲得化學和環境科學工程博士。曾任美國新澤西州西溫莎市議會四屆市議會議長（1993年-2001年），2001年當選為西溫莎市市長，是全美國東岸第一位民選臺灣人市長。2005年以87%的壓倒性的選票勝利獲得連任，2009年再度以72%的高票連續獲得第三任期西溫莎市市長一職。2013年再度高票連續獲得第四任期西溫莎市市長一職，也是全美第一位獲得連任的民選亞裔市長。

## 生平
- 1969年：從臺灣留學美國新澤西州立羅格斯大學
- 1974年：獲羅格斯大學化學/環境工程博士學位
- 1978年-2003年：任教職于羅格斯大學環境工程與環保科學學系
- 1985年-1993年：新澤西州西溫莎市衛生及環境管理委員會委員
- 1993年-2001年：新澤西州西溫莎市議會議員並曾任四屆的市議長
- 1997年：美國亞裔政治家聯盟主席（Asian American Political Coalition）
- 1997年-1998年：新澤西州立受污染地重生計劃主導人（Brownfields Redevelopment Program Director）
- 1997年-2002年：新澤西州醫療組織融資管理局委員會委員
- 1998年-2002年：任公職主管于新州州政府環境保護管理局水資源管理處
- 2001年：新州政府州長麥格威(McGreevey)調轉期人事主任
- 2002年-2005年：新澤西州農業實驗所委員會委員
- 2007年-2008年：新州州長移民政策顧問團成員之一（Blue Ribbon Advisory Panel）